# 拓跋儈
拓跋儈，為拓跋部鮮卑族領袖，北魏追尊的第十二位始祖。在位期間不詳，北魏道武帝拓跋珪稱帝時，追諡其為威皇帝。
其事蹟不詳，僅《魏書·序記》記載其名，有研究認為，拓跋珪追尊的早期始祖，單名者大多為杜撰。奚智墓志中自称达奚氏是仆脍可汗的后裔，罗新认为仆脍可汗就是拓跋侩。
诸子氏族
- 拓跋鄰
- 纥骨氏
- 普氏（後裔周搖）
- 拔拔氏
- 达奚氏
- 伊娄氏
- 丘敦氏
- 俟亥氏